# Hülsen (Wipperfürth)
Hülsen ist eine Hofschaft von Wipperfürth im Oberbergischen Kreis im Regierungsbezirk Köln in Nordrhein-Westfalen (Deutschland).

## Lage und Beschreibung
Die Hofschaft liegt im Norden von Wipperfürth nördlich der Neyetalsperre. Nachbarorte sind Platzweg, Obernien, Hackenberg, Niederscheveling und Unternien. Die in die Neye II mündende Hülsendelle entspringt nordöstlich von Hülsen.
Politisch wird der Ort durch den Direktkandidaten des Wahlbezirks 17.2 (172) Egen im Rat der Stadt Wipperfürth vertreten.

## Geschichte
Auf der Carte des Herzogthums Berg des Carl Friedrich von Wiebeking aus dem Jahre 1789 lautet die Ortsbezeichnung „Hulse“ In der Karte Topographische Aufnahme der Rheinlande von 1825 wird die Hofschaft mit „Hülsen“ bezeichnet.

## Busverbindungen
Über die Bushaltestelle Unternien Abzweig der Linie 337 (VRS/OVAG) ist eine Anbindung an den öffentlichen Personennahverkehr gegeben.

## Wanderwege
Die vom SGV ausgeschilderten Rundwanderwege A6 und A7 führen durch die Hofschaft.